# 42.ª División (Ejército Popular de la República)
La 42.ª División fue una de las Divisiones del Ejército Popular de la República que se organizaron durante la guerra civil española sobre la base de las Brigadas Mixtas. Destacó por sus actuaciones en el Frente de Teruel y en la batalla del Ebro.

## Historial

#### Primera etapa
La unidad fue creada el 13 de abril de 1937, en el frente de Teruel. Quedó bajo el mando del coronel Víctor Lacalle Seminario. En sus orígenes estuvo compuesta por las brigadas mixtas 59.ª, 60.ª y 61.ª, procediendo parte de sus fuerzas de la antigua Columna «del Rosal». La división inicialmente quedó adscrita al «Ejército de operaciones de Teruel», aunque también llegó a formar parte de la Agrupación autónoma de Cuenca. Unos meses después quedaría adscrita al XIII Cuerpo de Ejército.
En julio el mando republicano preparó en el frente de Teruel una operación de carácter secundario para apoyar la ofensiva de Brunete, en el frente del Centro. La unidad seleccionada fue la 42.ª División, que tenía la misión atacar y capturar Albarracín. El 5 de julio la división rompió el frente enemigo y avanzó sobre la localidad turolense, que lograría ocupar dos días después. El peso de las operaciones fue llevado por las fuerzas de la 60.ª Brigada Mixta. Sin embargo, las fuerzas sublevadas se reorganizaron y a partir del día 10 lanzaron un contraataque, que llevaría a la reconquista de Albarracín el 14 de julio y la retirada de los efectivos republicanos.
Siguió permaneciendo en el frente de Teruel, si bien no tomaría parte en el ataque republicano contra la capital provincial, a finales de año. Por entonces se encontraba desplegada en el sector del Alfambra, justo al norte de donde se desarrollaban los combates principales. La 42.ª División cubría una extensa línea de frente de 60 kilómetros, excesiva para los medios con que contaba la unidad. Cuando el 5 de febrero de 1938 los franquistas lanzaron en esta zona una potente ofensiva, la división pronto se vio superada por el volumen de la avalancha enemiga. La 42.ª División tuvo además un mal desempeño durante los combates, sufriendo un gran número de bajas. Como consecuencia, poco después la unidad sería disuelta por el mando republicano y «suspendidos de empleo todos los jefes oficiales y comisarios».

#### Segunda etapa
A finales de abril de 1938 la 42.ª División volvió a ser recreada en el seno del XV Cuerpo de Ejército, quedando formada por las brigadas mixtas 226.ª, 227.ª y 59.ª —también de nueva creación—. De cara a la ofensiva del Ebro estaba previsto que tomase parte en una acción secundaria al sur de Mequinenza en apoyo del ataque principal.
La mañana del 25 de julio una de sus unidades, la 226.ª Brigada Mixta, cruzó el río Ebro y tomó posiciones en la orilla enemiga; lograron hacer cuatrocientos prisioneros y capturar en Els Auts una batería de artillería, sin sufrir bajas. Con posterioridad les siguieron otras unidades de la división. Sin embargo, no se consiguió el paso de artillería a la cabeza de puente y tampoco se logró conquistar las poblaciones de Fayón y Mequinenza, por lo que los franquistas pudieron bloquear el avance republicano. Así, se acabaría formando una bolsa, aislada del resto del XV Cuerpo de Ejército. El 6 de agosto los franquistas montaron una contraofensiva contra la bolsa republicana de Fayón-Mequinenza, viéndose obligados los efectivos de la división a volver a cruzar el río tras sufrir abundantes pérdidas. La 42.ª División tuvo unas bajas que afectaron al 60% de su fuerza original.
Fue situada en la retaguardia para ser sometida a una reorganización. A mediados de septiembre fue enviada de nuevo al frente del Ebro, en relevo de efectivos pertenecientes a la 45.ª División Internacional. Debió hacer frente a varias acometidas enemigas hasta comienzos de octubre, cuando algunos de sus efectivos fueron retirados de primera línea y sustituidos por fuerzas de la 44.ª División. Hacia el 4 de noviembre sus brigadas se encontraban situadas en la zona de Miravet. El comandante de la división, el mayor de milicias Manuel Álvarez, falleció en combate el 12 de noviembre, durante la retirada de la división hacia el otro lado del Ebro.
La división todavía participaría en la campaña de Cataluña. Sin embargo, debido al fuerte desgaste que había sufrido en la batalla del Ebro, tuvo un papel poco relevante. A comienzos de febrero de 1939 cruzó la frontera, junto al resto de unidades del XV Cuerpo de Ejército.

## Mandos
Comandantes
- Coronel Víctor Lacalle Seminario;
- Mayor de milicias Marcelo Hernández Sáez;
- Teniente coronel Julio Michelena Lluch;[16]
- Mayor de milicias Manuel Álvarez Álvarez;[17]
- Mayor de milicias Antonio Ortiz Roldán;[18]

Jefes de Estado Mayor
- Comandante de infantería Francisco Arnal Guasp;
- Teniente coronel de infantería Luis Menéndez Maseras;[19]
- Capitán de milicias Miguel Condés Romero;

Comisarios
- Pedro López Calle, de la CNT;[n. 3]
- José Fernández Herrador, del PCE;[21]

## Orden de batalla
| Fecha               | Cuerpo de Ejército adscrito   | Frente de batalla  | Brigadas Mixtas integradas |
| Abril de 1937       | Agrupación Autónoma de Cuenca | Montes Universales | 59.ª, 60.ª y 61.ª          |
| Diciembre de 1937   | XIII Cuerpo de Ejército       | Alfambra           | 59.ª, 61.ª y 151.ª         |
| 25 de julio de 1938 | XV Cuerpo de Ejército         | Ebro               | 226.ª, 227.ª y 59.ª        |